# Hřivna

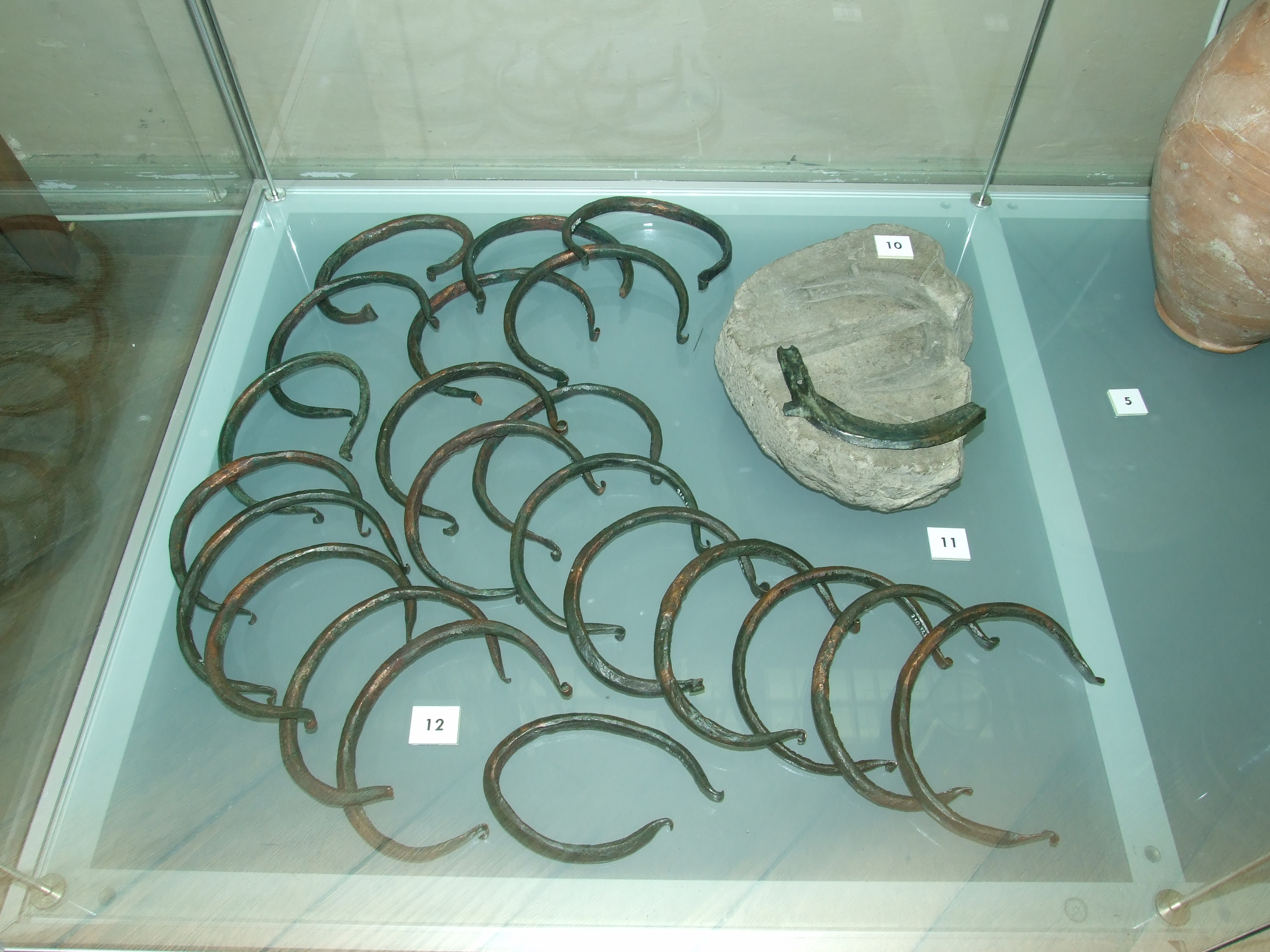
Bronzové hřivny

Hřivna (příbuzné s hříva) je název kovových (zejména železných a bronzových) archeologických nálezů, nejčastěji ozdob krku (náhrdelník), případně sekerovité hřivny a další tvary. Používaly se v raném středověku v obchodu jako platidlo převážně slovanských kmenů.
Později se jako hřivna či marka označuje váhová jednotka (přibližně čtvrt kilogramu), kterou se vážily drahé kovy. Z jedné hřivny stříbra se razila kopa (šedesát) grošů.

## Etymologie
- Staroslověnsky „grivъna“ = nášijník (z drahého kovu), náhrdelník
- praslovansky „grivьna“, odpovídá pojmu „griva“ = srst na krku zvířat,
- staroindicky „grīvā“ = krk, šíje.

## Hřivna v archeologii
Opakovanými archeologickými nálezy byly:
- hřivny měděné a bronzové — datované již do začátku a průběhu doby bronzové,
- železné hřivny dvojhroté a žebra — doba laténská (železné i ve starší době bronzové),[1]
- železné pruty a šíny — středověk.

### Moravské sekerovité hřivny
Na území bývalého Československa byly od prvních dekád 20. století registrovány četné nálezy železných prutů stylizovaných do podoby dlouhých sekyr. Pro tyto pruty datované rámcově do období trvání tzv. Velké Moravy se v archeologii ustálilo pojmenování sekerovité hřivny.

### Skandinávské hřivny
Švédsko a zejména Norsko je na nálezy hřiven velmi bohaté — cca 60 nalezišť s 3 200 kusů ve velkých depotech. Neumíme je přesněji datovat. Jde asi o 9. století — dobu vikinskou.
Tvarově jde o stejné sekerovité hřivny (odlišné od slovanských jen v podrobnostech), ale nalézají se i kosy, radlice a rýče, i rozťaté železné lupy. Tato tvarová souvislost je udivující, neboť velkomoravská a severská naleziště jsou od sebe dosti vzdálená a jsou oddělena rozsáhlou oblastí, kde nejsou nálezy prakticky žádné — jižní Švédsko, Dánsko i  celé oblasti Německa a Polsko.

## Hřivny jako nemincovní platidla
Evropa užívala až po časný středověk různá nemincovní platidla:
- Staré Řecko:
rožně = zahrocené železné tyče, tzv. obelos (οβελόι, οβελισκόυ)
6 těchto rožňů se dalo vzít do hrsti lidské ruky — drachmy (δραχμή)
Pozn.: V Aigině nařízením tyrana Feidona poprvé staženy z oběhu a nahrazeny raženými mincemi.

- Keltský svět, doba protohistorická:
železné tyče či pruty, podobné čepeli meče, s určitou váhou (taleae ferreae).

- Anglie:
rovněž tyto železné tyče či pruty (currency bars nebo sward money).

- Velká Morava:
  - řekněme úvodem, že nebyla nalezena žádná velkomoravská mince — zřejmě neexistovala.
  - Zato se používaly v polovině 10. století plátěné síťované šátečky (odtud plátno — platit). Zdůrazněme, že neměly žádnou užitkovou hodnotu. Svědectví o nich nalézáme ve zprávě Ibrahíma ibn Jákúba, člena španělského poselstva do německých a slovanských zemí v letech 965–966. Z tohoto zdroje se dovídáme i tehdejší hodnotu šátečku:

1 šáteček ~ 1/10 dináru (kirátu) ~ cca 76 g železa ~ 0,15 g stříbra
Za 1 kirát možno podle něj pořídit 10 slepic nebo „tolik pšenice, že vystačí člověku na měsíc, a za tutéž cenu tolik ječmene, kolik vystačí jezdci na 4
- Hodnotnější věci (např. pozemky) se kupovaly za hřivny. Vzhledem ke kulturním stykům s Byzancí lze u slovanské sekerovité hřivny soudit na souvislost s byzantskou librou, jejíž hodnota činila 327 g železa. Našlo se dobové závaží s osmi vyraženými kolečky o hmotnosti 41 g, tj. 1/8 byzantské libry. Navlečením hřiven bylo možno vytvořit váhový celek. Např. ve zmíněném Hrádku tvořilo celek 20 hřiven = 1526 g = 5 byzantských liber. Ve Starém Městě nalezené 3 velké hřivny odpovídaly rovněž 5 byzantským librám. Naopak byly nalézány i znatelně menší hřivny. Nelze vyloučit, že jejich hmotnost nebyla náhodná, ale řídila se určitými metrologickými cíli vzhledem k vyšší váhové jednotce (byzantské libře) či cizím mincím, ale i hodnotou různých obvykle směňovaných životních potřeb či zemědělských produktů.Vzhledem k uvedeným skutečnostem nebudeme jistě souhlasit s tvrzením Ilustrovaného encykloped. slovníku z roku 1980 (uvedený zdroj č.6), kde se říká mj., že hřivna je v archeologii „kovový polotovar jednotného tvaru o shodné velikosti a hmotnosti…“.

## Hřivna jako váhové množství a mincovní jednotka
S rozvojem obchodu a mincovnictví označoval pojem hřivna nejen popsaný předmět, ale začal se užívat pro množství kovu. Například pražská hřivna.
Z jedné pražské hřivny stříbra cca 253 gramů se razilo
- 240 denárů (Břetislav I., 1034–1055),
- 240 brakteátů (Přemysl Otakar I., 1197–1230).

Za vlády Václava II. byla provedena okolo roku 1300 měnová reforma —
byly zavedeny groše. Rozeznávala se
- hřivna pražská čili těžká o hmotnosti 253,14 g, z ní se razily 64 groše,
- hřivna královská čili lehká, 56 grošů,
- posudná neboli hornická, 48 grošů,
- hřivna kopová, 60 grošů.

Pražský groš vážil asi 4 gramy. Dělil se na 12 až 14 parvů.

## Hřivna v dalších významech
- přeneseně – hodnota vůbec (například přispěl svou hřivnou = radou, návrhem),
- obrazně – nadání, dar ducha, a to většinou s jeho nevyužitím (například zakopaná hřivna) ,
- biblicky a zastarale – majetek, svěřený do správy; například Nový zákon, Matouš kap. 25, a Lukáš kap. 19 2x podobenství o správě svěřeného majetku: ten, kdo svěřený majetek (hřivny) zmnožil, dostal ještě navíc přidáno, zatím co tomu, který jej pouze uschoval, aby jej ochránil, byly hřivny odňaty.

Zde poznamenejme, že podle tohoto podobenství si počínají rodiče směrem k dětem v některých výchovných systémech (např. v amerických) ve věci dědictví či podpoře při vzdělání, kdy místo rovnosti dětí zohledňují jejich schopnost postoupené prostředky zmnožit.
Na závěr řekněme, že za obohacující v klasické české literatuře můžeme považovat použití pojmu hřivna ve starodávném smyslu slova jakožto náhrdelníku vůbec. Např. z neřezaných smaragdů (J. Zeyer) či z perliček (Alois Jirásek).